# ايبرهارد ريس
ايبرهارد ريس (بالألمانية: Eberhard Rees)‏ (و. 1909 – 1998 م) هو مهندس فضاء جوي، ومهندس من ألمانيا، والولايات المتحدة، ولد في تروسينغن، توفي في ديلاند، عن عمر يناهز 89 عاماً.

## التعليم
تعلم في جامعة شتوتغارت
.